# Großer Perelik

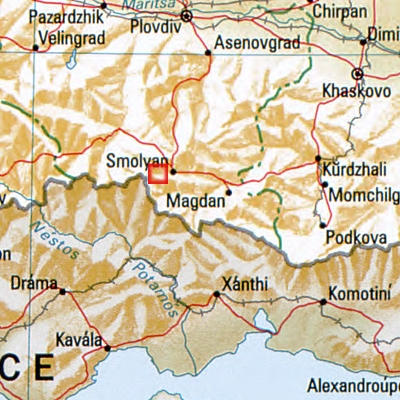
Großer Perelik (rotes Viereck) – Nachbarorte: Magdan, Smoljan

Der Große Perelik (bulgarisch Голям Перелик [ɡoʎjɐm perelik]) ist der höchste Berg der Rhodopen. Er liegt in Bulgarien, 19 km westlich von Smoljan.
Mit diesem Berg stehen die Rhodopen an siebenter Stelle in Bulgarien, nach:
- Rila mit dem Musala
- Pirin mit dem Wichren,
- Balkangebirge mit dem Botew,
- Witoscha mit dem Tscherni Wrach,
- Osowskagebirge mit dem Ruen und
- Slawjanka mit dem Gozew.

Der Große Perelik ist leicht zu besteigen, aber gegenwärtig (Stand August 2008) darf der Gipfel nicht betreten werden, da dort eine Einheit der bulgarischen Streitkräfte stationiert ist. Den Fuß des Berges erreicht man in 40 Wegminuten von der Berghütte Perelik aus.
Der Berg ist seit 2008 Namensgeber für den Perelik Point, einer Landspitze von Robert Island in der Antarktis.